# Trichothyriopsis
Trichothyriopsis — рід грибів родини Microthyriaceae. Назва вперше опублікована 1914 року.

## Класифікація
До роду Trichothyriopsis відносять 4 види:
- Trichothyriopsis alineum
- Trichothyriopsis densa
- Trichothyriopsis juruana
- Trichothyriopsis sexspora